# 유은혜
유은혜(한국 한자: 兪銀惠, 1962년 10월 2일~)는 대한민국의 정치인이다. 제19·20대 국회의원과 문재인 정부의 사회부총리 겸 교육부 장관을 역임했다.

## 학력
- 서울휘경초등학교 (졸업)
- 동대문여자중학교 (졸업)
- 송곡여자고등학교 (졸업)
- 성균관대학교 동양철학과 (졸업)
- 이화여자대학교 정책과학대학원 공공정책학과 (졸업)

## 생애

### 유년기
본관은 기계이며, 1962년 10월 2일에 서울에서 4녀 1남 중 넷째로 태어났다. 서울휘경초등학교와 동대문여자중학교를 졸업할 때까지 유은혜는 반장을 도맡아 하는 학생이었다. 그 뒤 송곡여자고등학교에 진학하였다. 송곡여고 2학년 재학시절 학교가 비리 사학과 족벌 경영이라는 오명을 사는 것에 항의하기 위해 등교거부를 주도하다가 학내에서 징계를 받았다.
고등학생 시절 아버지가 과로로 사망했는데, 문재인 변호사가 산재 인정을 받도록 도왔다고 한다.

### 대학 시절
1981년 유은혜는 성균관대학교 동양철학과에 진학했다. 대학 입학 초에 선배가 불법 유인물을 뿌리다 학내에 상주하던 경찰들에게 맞고 끌려가는 것을 목격하고 나서 한국사회의 문제점에 관심을 갖기 시작했다. 그 이후 5.18 광주 민주화운동의 실체를 접하고 대학에 입학하기 전까지 배워온 것이 다 무너지는 충격을 느꼈다고 한다. 이는 당시 전두환 정부에 대한 저항으로 이어졌다. 유은혜는 1985년 2월 5일에 파고다공원에서 열리려던 민주취 국민운동대회가 경찰에 의해 저지당하자 서울 종로 장안빌딩 앞에서 국민에게 드리는 길이라는 반정부 유인물을 돌리고 가두 시위를 하던 중 집회 및 시위에 관한 법률위반으로 경찰에 구속되었다. 한달 후 서울지검 공안부는 유은혜 학생이 여러차례 반성문을 쓰고, 개전의 정이 뚜렸다는 이유로 기소유예를 결정 처분했다.
구치소 생활을 마친 유은혜는 학생운동을 정리하고 노동운동을 준비했다. 졸업 후 노동현장에 위장취업했으나 큰 키와 눈에 띄는 인상착의 때문에 자주 적발되었다고 한다. 이 당시 유은혜는 봉제공장에서 작업보조를 하거나 전자공장 컨베이어 벨트 앞에서 나사를 조립하는 등의 일을 하며 노동현장의 현실에 눈을 떠갔다. 1986년 안양에서 노동운동을 하던 중 민주화운동으로 수배중이던 지금의 남편 장안식과 결혼했다.

### 정치활동 초기
서울로 올라온 유은혜는 서울의 시댁 근처에서 분식집을 차려 생계를 꾸렸다. 이 때 성균관 대학의 운동권 출신들이 만든 ‘민주동문회’의 일을 맡게 되면서 김근태를 만났다. 당시 민주동문회는 민주화운동청년연합 김근태 의장을 중심으로 범재야 세력이 모여 만든 재야단체인 통일시대민주주의국민회의와 같은 사무실을 사용하고 있었다. 김근태 의장으로부터 국민회의에 들어와 일을 해보는 게 어떻겠냐는 제안을 받았고 이를 수락했다. 이후 김근태 후원회 사무국장을 맡으면서 정치계에 입문했다. 이후 김근태 의원 보좌관, 한반도재단 사무국장, 노무현 대통령 후보 선거대책위원회 환경위원회 부위원장을 역임했다.
2004년 1월 열린우리당 공채 1기로 당직자 생활을 시작한 유은혜는 그 해 4월 부대변인에 임명됐다. 6년 동안 당 부대변인으로 원내 담당 부대변인을 겸임하였다. 2009년 민주당 수석부대변인 제도가 신설된 후 첫 수석부대변인에 임명됐다.
제18대 총선에서 통합민주당 비례대표 국회의원에 출마하여 19번 후보가 되었지만 국회의원이 되지는 못하였다. 2010년 민주당 경기도 고양시 일산동구지역위원장직을 맡았다.

### 의정활동
2012년 19대 국회의원 선거에서 민주통합당 후보로 경기도 고양시 일산동구 선거구에 출마하여 당선되었다. 첫 상임위로 국회 교육과학기술위원회를 선택했고, 박근혜정부 출범 이후 개편된 교육문화체육관광위원회에서 의정활동을 지속했다. 
2016년 20대 국회의원 선거에서 경기도 고양시 병 선거구에 출마하여 당선되었다. 박근혜정부의 국정역사교과서 저지를 위한 당내 기구인 역사교과서 국정화저지특별위원회에서 위원장을 맡았다. 2017년 19대 대통령 선거에서는 문재인대통령후보 수석대변인으로 활동했다. 선거 이후인 2017년 5월, 국회 교육문화체육관광위원회 더불어민주당 간사와 더불어민주당 제6정책조정위원장직을 맡게 됐다. 문재인정부의 대통령직인수위원회격인 국정기획자문위원회 사회분과 위원에 임명돼 문재인 정부의 교육, 문화 등 사회분야 관련 국정과제 수립에 참여했다.

### 사회부총리 겸 교육부 장관
2018년 8월 30일 문재인 대통령은 유은혜 의원을 사회부총리 겸 교육부 장관에 내정했다. 그러나 유 의원의 도덕성과 관련한 논란이 지속되면서, 국회 교문위에서 청문보고서 채택이 무산되었다. 많은 논란이 있었음에도 불구하고 문재인 대통령은 유 의원의 임명을 강행했고, 10월 2일 교육부 장관에 임명되었다.
장관 임명 후 첫 교문위 국정감사에서 자유한국당 의원들은 유은혜를 장관으로 인정할 수 없다며, 유은혜 장관 대신 박춘란 차관에게 질의를 하는 등 '유은혜 패싱' 전략을 구사했다.
정부 지원금을 부적절하게 쓴 사립유치원들의 비리에 대해서 "국민 정서에 맞지 않는다"며 "무관용 원칙에 따라 대처하겠다"고 엄정히 대응할 것을 밝혔다. 또한 "일부 유치원의 일방적 폐원과 집단휴업 움직임에 대해서는 "갑작스러운 폐업, 집단휴업 등 아이들의 교육권을 침해하는 행위는 엄단 조치할 것"이라고 경고하였다. 교육부는 한 해 2조 원가량 주는 사립유치원의 지원금을 '보조금'이란 이름으로 바꿔 '용도 외 사용'을 금지하고, 학부모들이 추가로 내는 부담금까지도 교육 목적 외에는 사용할 수 없도록 하기로 했다.

## 논란과 비판
부총리 겸 교육부 장관에 지명된 이후 도덕성과 교육 정책 모두 논란이 일었고, 야당은 현역 의원은 낙마하지 않는다는 '의원불패' 관행을 깨겠다고 공언하였다.

### 정책 관련

#### 방과후 영어수업 금지 논란
방과후 영어수업 금지를 피력한 바 있어 학부모들로부터 비판을 얻었다. 유 의원은 당시 영어 교육이 부모의 심리적 안정을 위한 측면이 크다고 주장하면서 3년을 미뤘던 법안인 만큼 뒤엎을 수 없다는 입장을 내놓았다. 그러나 이에 대해 초등학교 1~2학년 방과후 영어수업을 금지시킨 덕분에, 오히려 사교육 시장이 커졌고 유 의원이 없애겠다고 한 경제력에 따른 교육 양극화가 극심해졌다는 비판이 있다. "영어교육 자체가 과거보다 덜 중요해 질 것이며 수능에서 절대평가로 전환돼 중요성이 희석될 것"이라는 발언에 대해서도 "대학입시에서 중요성이 희석된다고 하더라도 취업 등에서 영어의 영향력은 막강하다"는 반론이 나온다.

#### 교육공무직법 대표발의 논란
2016년에 기간제 교사 등 비정규직을 정규직화하는 내용을 담은 <교육공무원직원의 채용 및 처우에 관한 법률안>을 대표발의했다. 발의한 의원들은 "지난 4월 기준 학교 비정규직은 약 14만명"이라며 "공공부문 비정규직의 33%가 학교 비정규직이다. 공공부문 비정규직의 정규직화를 위해서는 학교 비정규직 문제 해결이 필수적"이라고 법안의 취지를 설명했다.
그러나 형평성에 어긋나는 '정유라법'이라는 비판을 받았으며, 특히 '사용자는 교육공무직원 중에서 교사의 자격을 갖춘 직원은 관계 법령을 준수해 교사로 채용하도록 노력하여야 한다'는 법안 부칙 제2조 4항에 대한 비판이 거셌다. 임용고시 및 공무원 시험 준비생들은 "사실상 무기계약직으로 채용된 학교 실무사 등을 정규직인 교육공무직으로 전환하는 것은 임고생과 공시생들에 대한 역차별이 될 수 있다"며 반발했다. 한국교원단체총연합회 또한 "치열한 임용시험을 거친 예비교사, 학교 계약직 교사와의 형평성에 어긋나고 이들을 역차별하는, 교직의 근간을 흔드는 조항"이라고 부칙 2조 4항을 비판하였으며, "14만명의 학교 비정규직을 정규직으로 전환하면 막대한 예산이 소요돼 여타 교육예산 축소가 우려된다"며 "예산 확보 방안을 먼저 제시하고 법안 심의과정에서 교육계의 의견을 충분히 수렴해야 한다"고 지적하기도 했다. 결국 법안은 폐기됐다.
2018년 8월 30일 유 의원이 장관에 내정된 이후, 일부 네티즌들은 이 법안 대표발의를 문제삼아 장관 후보자 지명 철회를 요구하기도 하였다. 청와대 국민청원에는 '유은혜 의원의 교육부장관 후보 지명 철회해 주세요'라는 제목의 청원이 올라왔고, 이 청원에는 8월 31일 오후 3시 기준 2만 3000여명이 동의했다. 청원 작성자는 "문재인 정부에서 교육기관은 노동자들의 이익과 정규직화 정책 실현, 일자리 창출을 위해 이용되는 공간이구나 라는 것을 뼈저리게 실감했다"며 "일자리 창출의 용도로 학교를 이용하지 말아 달라"고 하였다.

#### 강릉 펜션 사고에 대한 대처 논란
강릉 펜션 유독가스 질식 사고 이후, 교육부에서 대학수학능력시험 이후 고등학교 3학년 교육과정 운영 전수 조사와 개인체험학습 실태 점검에 나섰다. 이를 두고 일선 학교에서는 사고의 책임을 교육현장에 돌리는 듯한 실태 점검이라고 반발하였다. 송원재 전교조 서울지부 대변인은 "비록 희생자들의 신분이 학생이라 하더라도 사고 원인은 숙박시설의 안전관리 미비이며 그에 대한 관리·감독 책임은 지방자치단체와 상급기관인 행정안전부로 귀속되는 것이 상식"이라며 "단지 희생자의 신분이 학생이라는 이유로 학교와 교사에게 무한책임을 지게 하는 것은 매우 부당하다"고 지적했다. 또한 개인체험학습에 대해서도 "그동안 교육당국이 권장해온 일"이라며 "해당 학교에서 법령이 정한 기준과 절차에 따라 체험학습을 허용했다면 책임을 추궁할 문제가 전혀 아니라"고 덧붙였다. 또한 무조건 금지로 해결하려는 대처 방식에 대해서도 학생들은 "(체험학습 관련) 예약까지 다 했는데 (학교에서) 이제 와서 안 된다고 한다"며 "세월호 참사 때문에 수학여행 금지, 지금은 체험학습 금지 이렇게 잠시만 금지한다고 바뀌는 건 없다고 본다"고 반발하였다.

### 도덕성 관련

#### 아들의 병역기피 의혹
유은혜 후보자의 아들은 십자인대 파열로 인해 병역면제를 받았고, 이를 두고 "불안정성대관절은 치료가 쉬운 편이라 공직자 자녀들의 병역 면제 사유로 가장 많이 기재되는 병"이라며 "이를 병역 면탈에 악용한 것 아니냐"는 비판이 나왔다.
유 후보자의 해명에 따르면, 아들 장씨는 만 14세였던 2011년 8월 30일 동네 체육관에서 유도 연습을 하다 우측 슬관절 전방십자인대가 파열돼 그해 9월 11일 1차 재건수술을 받았고, 이후 만17세였던 2014년 9월 2일 학교에서 축구를 하던 중 재건수술을 받았던 십자인대 부위가 재파열돼 이틀 뒤 2차 재건수술을 받았다. 유 후보자 측은 "같은 부위의 반복된 부상으로 상태가 악화돼 2016년 3월 10일 실시한 병역 판정 신체검사에서 '불안정성 대관절' 판정을 받아 신체 등급 5등급의 전시 근로 역 처분(16.3.28)을 받았다"고 설명했다.

#### 위장전입 의혹
교육부 장관 후보자가 딸의 교육을 목적으로 위장전입을 한 것 아니냐는 의혹이 제기되었다. 유 후보자에 따르면, 1996년 딸의 초등학교 입학을 앞두고 실거주지(서울 서대문구 북아현동)가 아닌 서울 중구 정동 3번지로 주소를 옮겼다. 여기에 대해 전희경 자유한국당 의원실은 "유 후보가 공개한 자신과 장녀의 위장전입 주소지는 성공회 서울주교좌 성당"이라고 밝혔다. 특히 유은혜 후보는 열린우리당 부대변인 때인 2007년, 이명박 전 대통령이 후보 시절 위장전입 의혹을 받자 "시장이 밝힌 위장 전입의 이유가 자녀들의 교육 문제 때문이었다니, 더욱 납득할 수 없고 기가 막힐 뿐"이라고 발언해 '내로남불' 논란이 일었다.
이에 대해 유 후보자는 "민주화운동과 정치활동을 하면서 어려운 경제적 여건으로 이사를 반복해 왔다", "초등학교 입학시의 일로, 부동산 투기나 명문학군으로의 진학과 같은 목적이 결코 아니었다"며 초교 진학 당시 같은 유치원에 다니던 교우들과 같은 학교에 진학할 수 있도록 했던 조치라고 해명했다.
전희경 자유한국당 의원은 "명백한 실정법 위반이고, 이런 것이 민주화 갑질이다"라고 비판하였다.

#### 지역구 사무실 특혜 의혹
유은혜 후보자가 피감기관이 소유하고 있는 건물에 국회의원 지역구 사무실을 개설해 사용해 온 것으로 확인되었다. 유 후보자는 교육문화체육관광위원회(교문위) 간사를 맡고 있으며, 지역구 사무실은 교문위 소관 공공기관이자 피감기관인 한국체육산업개발의 일산올림픽스포츠센터에 있다.
특히 자유한국당 곽상도 의원이 입수한 <일산올림픽스포츠센터 임대 관련 특정감사>에 따르면, 한국체육산업개발은 '스포츠 시설과 영리 목적 사업체만 임대가 가능하다'는 내부 임대 운영지침을 어겼다는 지적을 받았고, 상급기관인 국민체육진흥공단의 감사 이후 사무실 계약을 담당한 직원 6명이 중징계와 경고 등을 받았다. 실제로 일산스포츠센터에는 유 후보자 사무실을 제외하고 모두 체육시설과 영리 목적 사업체뿐이며, 일산스포츠센터 관계자는 "정치인 사무실이 입주한 것은 1998년 건립 이래 유 후보자가 처음"이라고 했다. 또한 같은 지역구에 출마했던 새누리당 예비후보에게는 임대가 거절된 것으로 알려졌다.
유 후보자는 "적법한 절차에 따라 2016년 2월 사무실 입찰에 참여해 임대했다"며 "한국체육산업개발과 일산스포츠센터가 내부적으로 임대지침 규정을 잘못 적용해 발생한 사안이라 우리 측에서 사무실을 옮길 이유가 없다"고 해명하였다.

#### 경력 부풀리기 의혹
2011년부터 2013년까지 우석대학교에 2년 동안 재직하면서 실제로는 1학기 동안만 강의를 했던 것으로 드러났다. 국회 인사청문회 자료에 따르면, 각각 전임강사와 조교수로 대학 측과 2번 계약했지만, 유 후보자의 강의를 기억하는 학생은 거의 없었고, 행정학과에서도 강의가 개설됐던 기록도 발견되지 않았다. TV조선 취재 결과 유 후보자는 전임강사로 임용된 첫 학기에 '참여와 민주주의' 한 과목만 수업했고 이후 세 학기는 전혀 강의를 하지 않았지만, 2012년에는 전임강사에서 조교수로 승진했다. 유 후보자 측은 "2012년 국회의원에 당선돼 수업을 할 수 없었다"며, "겸직금지 규정은 2013년 8월에 생겼기 때문에 법적으로 문제될 게 없다"고 해명했다.

#### 남편 회사 이사를 보좌진으로 채용 의혹
김현아 자유한국당 의원은 유은혜 후보자가 남편 회사의 사내이사를 자신의 7급 비서로 채용하는 등 국가공무원법을 위반했다고 주장했다. 김 의원은 "국회 인사과와 중앙선거관리위원회를 통해 현재 유 후보자의 7급 비서인 오씨가 유 후보자의 남편 장씨가 대표인 주식회사 천연농장의 사내이사로 등재된 오씨와 동일인임을 확인했다"고 밝혔다. 그러면서 "국가공무원법 64조는 '공무원은 공무 외 영리를 목적으로 하는 업무에 종사하지 못하고, 소속 기관장의 허가 없이 다른 직무를 겸할 수 없다'고 규정하고 있다"며 "유 후보자는 법을 위반해 남편의 회사직원을 버젓이 본인의 비서로 채용했고, 오 비서는 유 후보자 후원회장을 맡기도 했다"고 비판했다.

#### 고액 후원자 시의원 공천 논란
2016년 8월 A씨는 유 의원에게 정치자금법상 개인이 후원 가능한 연간 최대 금액인 500만 원을 후원했고, A씨는 2018년 4월 더불어민주당에서 공천을 받아 제7회 전국동시지방선거에서 고양시의회 의원으로 당선되었다. 그런데 당시 민주당 경기도당 공천심사위원 중에는 유은혜 의원이 있었다. 더불어민주당 당규는 평가위원회에 있는 사람은 중립을 유지하고 공정하게 직무를 처리해야 할 의무를 규정하고 있다.

#### 사무실 임차료 시도의원이 대납 의혹
KBS 취재 결과, 유은혜 후보자가 원외 지역위원장 시절 자신이 사용한 사무실 임차료를 해당 지역구 시도의원들이 대납하게 한 의혹이 드러났다. 유은혜 후보자는 옛 민주당의 경기도 일산동구 지역위원장에 임명된 이후인 지난 2010년 9월부터 한 오피스텔 사무실을 '시도의원 합동사무소' 명목으로 사용했으나, 사무실에 출입한 여러 관계자들은 "사실상 유은혜 후보자 개인 사무실로 이용됐다"고 밝혔다. 전직 시의원은 당시 자신을 포함해 시도의원 5명이 월 120만 원가량의 임차료를 갹출해 약 1년 동안 지불했다고 밝혔다. 선관위는 정당 지역위원장이 정치활동을 위한 사무실 유지비를 시도의원들에게서 갹출할 경우 정치자금법과 정당법 위반 가능성이 높다고 밝혔다.

#### 교통법규 59차례 위반
유 후보자는 19대·20대 국회의원으로 재직한 지난 5년간 총 59건의 과태료를 낸 사실이 드러났다. 유형별로는 주정차 위반이 45건으로 가장 많았고, 그 외에도 속도위반 10건, 신호위반 3건, 끼어들기 1건 등이 있었다. 심지어 장관으로 지명된 이후에도 주차단속이 적발됐다. 이렇게 해서 236만원의 과태료를 납부한 것으로 드러났다. 교통법규를 상습적으로 위반한 일에 대해 유 후보자 측은 "일정이 바쁘다 보니 운전 담당 직원의 실수로 위반이 잦았다"고 해명했다.

## 경력
- 1998~2001 국회의원 김근태 후원회 사무국장
- 1999 국민정치연구회 이사
- 2001 민주평화통일자문회의 자문위원
- 2002~2003 김근태 국회의원 보좌관
- 2002 제16대 대통령선거 새천년민주당 노무현 후보 선거대책위원회 환경위원회 부위원장
- 2003 한반도재단 사무국장
- 2004.04~2009 열린우리당→대통합민주신당→통합민주당 부대변인
- 2006 김대중도서관후원회 기획위원
- 2009 한신대학교 외래교수
- 2009~2010 민주당 수석부대변인
- 따뜻한 한반도 사랑의 연탄나눔운동본부 운영위원
- 성균관대학교 총동창회 상임이사
- 우석대학교 행정학과 겸임교수
- 2010~민주당→민주통합당→민주당→새정치민주연합→더불어민주당 경기도당 고양시 일산동구 지역위원회 위원장
- 2014.05~2014.10 새정치민주연합 원내대변인
- 2015.02~2016.02 새정치민주연합→더불어민주당 대변인
- 2016.01~2016.04 더불어민주당 선거대책위원회 위원
- 2016.11~2017.04 더불어민주당 역사교과서 국정화 저지 특별위원회 위원장
- 2017.02~더불어민주당 인재영입위원회 부위원장
- 2017.04~2017.05 제19대 대통령선거 더불어민주당 문재인 후보 중앙선거대책위원회 수석대변인
- 2017.05~2017.07 국정기획자문위원회 사회분과 위원
- 2017.05~2017.06 더불어민주당 제5정책조정위원회 위원장
- 2017.06~2018.09 더불어민주당 제6정책조정위원회 위원장
- 2018.10~2022.05:사회부총리 겸 교육부 장관
- 2018.10~2022.05: 대통령직속 국가생명윤리심의위원회 당연직위원
- 2018.10~2022.05: 대통령직속 국가균형발전위원회 당연직위원
- 2018.10~2022.05: 대통령직속 국가교육회의 당연직 위원
- 2018.10~2022.05: 대통령직속 일자리위원회 당연직위원
- 2018.10~2022.05: 녹색성장위원회 당연직위원
- 2018.10~2022.05: 대통령 직속 국가지식재산위원회 당연직 위원
- 2018.10~2022.05: 대통령 직속 4차산업혁명위원회 정부위원
- 2021.05~2022.05: 2050 탄소중립위원회 당연직 위원

### 의정 활동
- 2012.05~2016.05: 제19대 국회의원(경기 고양시 일산동구, 민주통합당→민주당→새정치민주연합→더불어민주당)
  - 2012.07~2013.03: 제19대 국회 전반기 문화체육관광방송통신위원회 위원
  - 2013.03~2016.05: 제19대 국회 전반기, 후반기 교육문화체육관광위원회 위원
  - 2014.06~2014.10: 제19대 국회 후반기 운영위원회 위원
- 2016.05~2020.05: 제20대 국회의원(경기 고양시 병, 더불어민주당)
  - 2016.06~2017.06: 제20대 국회 전반기 교육문화체육관광위원회 위원
  - 2016.07~2018.03: 제20대 국회 평창동계올림픽 및 국제경기대회지원 특별위원회 위원
  - 2017.06~2018.05: 제20대 국회 전반기 교육문화체육관광위원회 간사
  - 2018.07~2018.10: 제20대 국회 후반기 문화체육관광위원회 위원
  - 2018.10~2019.08: 제20대 국회 후반기 과학기술정보방송통신위원회 위원
  - 2019.08: 제20대 국회 후반기 정무위원회 위원
  - 2019.08~2020.05: 제20대 국회 후반기 과학기술정보방송통신위원회 위원

## 주요 대표발의 법안
- 교육공무원법 개정안(2014.6) – 교원채용 부정행위자에 대한 제재조치를 강화함
- 사립학교법 개정안(2014.6) – 교원채용 부정행위자에 대한 제재조치를 강화함
- 고등교육법 개정안(2016.6) – 대학등록금 신용카드 및 현금 분할납부를 가능토록 함
- 교육환경보호법안(2016.7) - 교육환경보호구역 밖에 있더라도 학교 경계선으로부터 반경 500미터 안에 위치한 대형 사행행위장, 경마장, 경륜장 등은 지역교육환경보호위원회의 심의를 거쳐야만 시설을 설치할 수 있도록 함
- 취업후학자금상환 특별법 개정안(2017.8) – 갑작스런 실직, 폐업, 육아휴직 등으로 소득이 없는 채무자에 대해 의무상환을 유예하도록 함
- 고등교육법 개정안(2017.6) – 대입 3년 예고제도를 도입하여 학생,학부모에게 대학입학전형의 예측가능성을 보장함
- 교육시설기본법안(2017.10) – 교육시설에 대한 안전점검과 안전관리를 체계적으로 하도록 함

## 수상
- 국정감사 NGO모니터단 국정감사 우수의원(2012, 2016, 2017)
- 한국매니페스토실천본부 국정감사 우수의원(2015)
- 법률소비자연맹 국회의원 헌정대상(2016, 2017)
- 서울신문 서울석세스어워드 정치부문 정치대상(2017)

## 저서
- 어머니의 마음으로(2011, 호미)
- 정치무크 꽃이 피는 만남(2013, I&R / 편저)
- 을을 위한 행진곡2(2013, 비타베아타, 공저)

## 역대 선거 결과
|  | 25.17% |

|  | 51.59% |

|  | 47.73% |

## 소속 정당
| 소속 정당 | 소속 정당      | 소속 기간 | 비고      |
| --------- | -------------- | --------- | --------- |
|           | 열린우리당     | 2004~2007 | 정계 입문 |
|           | 대통합민주신당 | 2007~2008 | 합당      |
|           | 통합민주당     | 2008      | 합당      |
|           | 민주당         | 2008~2011 | 당명 변경 |
|           | 민주통합당     | 2011~2013 | 합당      |
|           | 민주당         | 2013~2014 | 당명 변경 |
|           | 새정치민주연합 | 2014~2015 | 합당      |
|           | 더불어민주당   | 2015~2025 | 당명 변경 |
|           | 무소속         | 2025~현재 | 탈당      |

## 같이 보기
- 고양시 일산동구 (선거구)
- 고양시 병
- 고양시의 국회의원
- 고양시 일산동구의 국회의원
- 고양시 일산서구의 국회의원
- 대한민국의 사회부총리
- 대한민국의 교육부 장관